# Ida Noddacková
Ida Noddack (25. února 1896 Wesel – 24. září 1978), rozená Ida Tackeová, byla německá chemička a fyzička. V roce 1934 poprvé zmínila možnost jaderného štěpení. Společně se svým manželem Walterem Noddackem objevili prvek číslo 75, rhenium. Třikrát byla nominována na Nobelovu cenu za chemii.

## Pozadí
Ida Tackeová se narodila ve Weselu roku 1896. Byla jednou z prvních žen v Německu, která studovala chemii. Doktorát získala v roce 1921 na Technické Univerzitě v Berlíně za práci "Vyšší alifatické anhydridy mastných kyselin". Když poté začala pracovat v oblasti, stala se první ženou, která byla profesionální chemičkou v chemickém průmyslu v Německu.
V roce 1926 se provdala za chemika Walter Noddacka. Oba dva spolu před i po uzavření manželství pracovali jako partneři.

## Jaderné štěpení
Noddacková správně kritizovala chemické důkazy Enrica Fermiho v roce 1934 týkající se experimentu bombardování neutrony, z jejichž výsledků postuloval, že vyrobil první transuranové prvky. Toto vysvětlení bylo široce přijímáno několik let. V práci, "O prvku 93" navrhla několik možností, jak výsledky experimentu vysvětlit jinak. Především upozornila na Fermiho neúspěch chemicky odstranit všechny prvky lehčí než uran v jeho vzorku. Práce je považována za historicky významnou nejen proto, že správně poukázala na chybu ve Fermiho chemickém důkazu, ale především proto, že navrhla možnost, že "jádro se rozpadne do několika velkých fragmentů, což by samozřejmě byly izotopy známých prvků, ale nikoli sousedé ozářeného prvku." Předpověděla tedy to, co se stalo o několik let později známé jako jaderné štěpení. Nicméně Noddacková nenabídla žádný experimentální důkaz ani teoretický základ pro tuto možnost, která se vzpírala znalostem té doby. Práce byla obecně ignorována.
Pozdější pokusy podobného typu jako Fermiho pokus, které provedli Iréne Joliot-Curie, a Pavle Savić v roce 1938 upozornily na takzvané "interpretační potíže", tedy to že transurany měly vykazoval vlastnosti vzácných zemin spíše než sousedních prvků. Nakonec 17. prosince 1938, Otto Hahn a Fritz Strassmann provedli chemický důkaz, že dříve předpokládané transuranové prvky byly izotopy barya. Hahn popsal tyto vzrušující výsledky své kolegyni v exilu Lise Meitnerové a vysvětloval proces jako 'prasknutí' jádra uranu na lehčí prvky. Meitnerová, která musela uprchnout z Německa v červenci 1938 se svým synovcem Otto Frischem využila kapkovou hypotézu Nielsa Bohra, Fritze Kalckara a George Gamowa z roku 1935 a poskytla první teoretický model a matematický důkaz toho, co Frisch pojmenoval jaderné štěpení. Frisch také experimentálně ověřil štěpné reakce pomocí mlžné komory a potvrdil uvolňování energie.

## Objev nového prvku
Ida a její budoucí manžel se zaměřili na tehdy ještě neznámé prvky 43 a 75. V roce 1925 publikovali článek (Zwei neue Elemente der Mangangruppe, Chemischer Teil) v němž tvrdili, že učinili objev nových prvků rhenia (75) a masuria (43). Potvrzen byl pouze objev rhenia. Nebyli schopni izolovat prvek 43 a jejich výsledky nebyly reprodukovatelné. Výběr názvu prvku masurium byl také považován za příliš nacionalistický a možná přispěl ke špatné pověsti mezi vědci v té době.
Uměle vytvořený prvek 43 byl s konečnou platností izolován v roce 1937 Emilio Segrè a Carlo Perrierem z vyhozeného kusu molybdenové fólie z cyklotronu, která podstoupila beta rozpad. Prvek byl pojmenován technecium vzhledem k jeho umělému původu. Není znám žádný izotop technecia s poločasem přeměny delší než 4,2 milionu let a předpokládalo se, že technecium již na Zemi jako přirozeně se vyskytující prvek zcela vymizelo. Až v roce 1961 objevili nepatrné množství technecia ve smolinci vyrobeném ze spontánního štěpení 238U B. T. Kenna a K. Paul Kuroda.
Na základě tohoto objevu vytvořil belgický fyzik Pieter van Assche analýzu data ukazují, že detekční limit analytické metody manželů Noddackových mohl být 1000krát nižší než hodnota 10−9 uváděná v jejich práci, s cílem ukázat že manželé mohli být první kdo najde měřitelné množství prvku 43, neboť rudy, které analyzovali, obsahovaly uran.
Na základě odhadů van Asscheho simuloval John T. Armstrong z Národního Iinstututu Standardů a Technologií, původní rentgenová spektra počítačem a tvrdil, že výsledky byly "překvapivě blízko ke spektru zveřejněnému manžely Noddackovými"
Gunter Herrmann z University v Mohuči zkoumal van Asscheho argumenty a dospěl k závěru, že byly vytvořeny ad hoc s cílem dosáhnout předem stanoveného výsledku.
Podle Kenna a Kuroda se u 99technecia očekává, že v typickém smolinci (50% uranu) je ho asi 10 −10 g na jeden kilogram rudy.
F. Habashi poukázal na to, že uran netvořil nikdy více než 5% ve vzorcích manželů Noddackových a množství prvku 43 by nemělo překročit 3 × 10−11 µg na kilogram rudy. Tak nízké množství nelze zvážit ani zjistit rentgenovou spektroskopií, jelikož spektrální čáry nejsou jasně odlišitelné od pozadí. Jediný způsob, jak detekovat přítomnost prvku je radioaktivní měření, což Noddackovi nedělali, zato Segrè a Perrier ano.
V návaznosti na van Asscheho a Armstronga dále tvrdí, že bylo provedeno šetření díla Masatako Ogawy, který si dělal nárok na prvenství objevu. V roce 1908 tvrdil, že izoloval prvek 43 a naval jej nipponium. Pomocí originální desky (nikoli simulace) Kenji Jošihara určil, že Ogawa nenalezl prvkek 43, ale úspěšně oddělil prvek 75 (rhenium) 17 let před Noddackovými.

## Nominace na Nobelovu cenu
Ida Noddacková byla třikrát nominována na Nobelovu cenu za chemii, jednou Waltherem Nernstem a. K. L. Wagnerem v roce 1933; oba manželé byli poté nominováni W. J. Müllerem za rok 1935 a A. Skrabalem za rok 1937.

## Publikace
- Tacke, Ida a D. Holde. 1921. Über Anhydride höherer aliphatischer Fettesäuren. Berlín, TeH., Diss., 1921.
- Noddack, Walter, Otto Berg, a Ida Tacke. 1925. Zwei neue Elemente der Mangangruppe, Chemischer Teil. [Berlin: V Kommission bei W. de Gruyter]. (Dva nové prvky manganové chemické skupiny)
- Noddack, Ida, a Walter Noddack. 1927. Das Rhenium. Ergebnisse der exakten Naturwissenschaften. 6. Bd. (1927) (Rhenium)
- Noddack, Ida, a Walter Noddack. 1933. Das Rhenium. Leipzig: Leopold Foss. (Rhenium)
- Noddack, Ida (1934). Über das Element 93. Angewandte Chemie. 47(37): 653-655. (O prvku 93).
- Noddack, Walter, a Ida Noddack. 1937. Aufgaben und Ziele der Geochemie. Freiburger wissenschaftliche Gesellschaft, Hft. 26. Freiburg im Breisgau: Speyer H., H. F. Schulz. (Úkoly a cíle geochemie)
- Noddack, Ida, a Walter Noddack. 1939. Häufigkeiten der Schwermetalle in Meerestieren. Arkiv för zoologi, Bd. 32, Č. 4. Stockholm: Almqvist & Wiksell. (Četnost těžkých kovů v mořských zvířatech)
- Noddack, Ida. 1942. Entwicklung und Aufbau der chemischen Wissenschaft. Freiburg i.Br: Schulz. (Vývoj a struktura chemické vědy)